# Elis Wiklund
Elis Wiklund (* 12. Dezember 1909 in Ullånger, Gemeinde Kramfors; † 17. März 1982 in Sollefteå, Västernorrlands län) war ein schwedischer Skilangläufer.
Wiklund, der für den Kramfors IF startete, gewann sowohl bei den Nordischen Skiweltmeisterschaften 1934 in Sollefteå die Goldmedaille über 50 km. Zwei Jahre später holte er auch bei den Olympischen Winterspielen 1936 die Goldmedaille über 50 km. Im Jahr 1938 wurde er schwedischer Meister über 30 km und mit der Staffel. Bei den schwedischen Meisterschaften 1941 siegte er über 50 km. Seine beste Platzierung beim Wasalauf erreichte er 1941 mit dem achten Platz.

## Erfolge
- Nordische Skiweltmeisterschaften 1934 in Sollefteå: Gold über 50 km
- Olympische Winterspiele 1936 in Garmisch-Partenkirchen: Gold über 50 km